# Koichiro Matsuura
Koichiro Matsuura (松浦晃一郎, Matsūra Kōichirō, Tòquio, 29 de setembre de 1937) és un diplomàtic japonès, i director general de la UNESCO entre 1999 i 2009. Matsuura va estudiar dret en la Universitat de Tòquio i economia en el Haverford College (Estats Units). Des de 1961 es va dedicar a la diplomàcia, ocupant la seva tasca en ambaixades i representacions del Japó a Ghana, França, Estats Units i Hong Kong. Entre 1992 i 1994, va ser viceministre d'Afers Estrangers del Japó, i entre 1994 i 1999 va ser ambaixador extraordinari i plenipotenciari del Japó a França. Entre 1998 i 1999 va ser president del Comitè Mundial de Patrimoni de la UNESCO. Des de 1999 fins a 2009 va ocupar el càrrec de Director General de la UNESCO. És membre honorari del Club de Roma.